# Centro Catalán de Caracas
El Centro Catalán de Caracas (en catalán: Centre Català de Caracas) es una entidad fundada en Caracas (Venezuela) el 14 de abril de 1945 por 112 catalanes exiliados por la guerra civil española, entre ellos August Pi i Sunyer, Pedro Grases González, José Antonio Vandellós, Marc Aureli Vila, Josep Cruixent, Abel Vallmitjana y Luis Albert i Talón. Un antecedente de la Asociación fue la Coral Catalana Joan Gols, fundada en Caracas en 1940, la cual se integró al Centro.
El Centro Catalán de Caracas facilitó que durante los años 1950 se convirtiese en un punto de referencia obligado de la colonia catalana en Caracas. Entre otras actividades, cuenta con un esbart dansaire fundado en 1952, un ateneo, un grupo escénico, una coral, un club deportivo y una biblioteca con gran cantidad de obras de cultura general como temática catalana. Desde 1963 tiene su sede en las instalaciones del antiguo Club Los Palos Grandes. La actual presidenta es Adriana Ferreres.
En 1987 recibió la Cruz de Sant Jordi que es otorgada por la Generalidad de Cataluña. Desde su fundación, el Centro Catalán de Caracas ha desarrollado obras sociales enfocadas a la comunidad de jóvenes.